# Bhekimpi Dlamini
El Príncipe Bhekimpi Dlamini (1948 - 1999) fue primer ministro de Suazilandia en el periodo comprendido entre el 25 de marzo de 1983 y el 6 de octubre de 1986.

## Biografía
Bhekimpi Dlamini era un político suazi de orientación tradicionalista y pro-sudafricano. Fue elegido primer ministro en sustitución del príncipe Mabandla Dlamini por las desavenencias entre este último y otros miembros del Consejo liderados por el príncipe Mfanasibili Dlamini durante la regencia de la Reina Dzeliwe. Dzeliwe se opuso a esta destitución, por lo que ella misma fue sustituida como regente por la Reina Ntombi.
Bhekimpi inició la persecución de los refugiados del régimen sudafricano del apartheid que eran deportados a Sudáfrica. Como consecuencia de las protestas estudiantiles cerró la Universidad; todo esto provocó el resurgimiento del Movimiento de Liberación Suazi, liderado entonces por el Príncipe Clement Dumisa Dlamini. Fue destituido por el Rey Mswati III a los pocos meses de ser coronado.
| Predecesor: Mabandla Dlamini | Primer ministro 1983-1986 | Sucesor: Sotsha Dlamini |

- Datos: Q487337